# Bầu cử quốc hội Campuchia, 1972
Cuộc tổng tuyển cử được tổ chức tại Campuchia vào tháng 9 năm 1972, lần đầu tiên sau khi cuộc đảo chính năm 1970. Cuộc bầu cử Quốc hội diễn ra vào ngày 3 tháng 9 và tham gia tranh cử gồm Đảng Cộng hòa Xã hội và Pracheachon (mặc dù sau này chỉ có 10 ứng cử viên), trong khi họ bị Đảng Cộng hòa và Đảng Dân chủ tẩy chay trong phiên kháng nghị luật bầu cử mới. Đảng Cộng hòa Xã hội giành được tất cả 126 ghế với 99,1% phiếu bầu hợp lệ. Các cuộc bầu cử Thượng viện được tổ chức vào ngày 17 tháng 9 với chiến thắng của Đảng Cộng hòa Xã hội giành tất cả 32 ghế.

## Kết quả

### Quốc hội
| Đảng phái                    | Số phiếu  | %    | Số ghế |
| ---------------------------- | --------- | ---- | ------ |
| Đảng Cộng hòa Xã hội         | 1.304.207 | 99.1 | 126    |
| Pracheachon                  | 12,854    | 0.9  | 0      |
| Phiếu không hợp lệ hay trắng | 8,498     | -    | -      |
| Tổng số phiếu                | 1.325.559 | 100  | 126    |
| Nguồn: IPU                   |           |      |        |

### Thượng viện
| Đảng phái                    | Số phiếu  | %     | Số ghế |
| ---------------------------- | --------- | ----- | ------ |
| Đảng Cộng hòa Xã hội         | 989,196   | 95.71 | 32     |
| Pracheachon                  | 43,171    | 4.29  | 0      |
| Lực lượng Vũ trang bổ nhiệm  | -         | -     | 8      |
| Phiếu không hợp lệ hay trắng |           | -     | -      |
| Tổng số phiếu                | 1.032.367 | 100   | 40     |
| Nguồn: IPU                   |           |       |        |